# 五島朋幸
五島 朋幸（ごとう ともゆき、1965年 - ）は、日本の歯科医。ラジオパーソナリティー。著作家。

## 経歴
1965年（昭和40年）広島県安芸郡府中町生まれ。1984年（昭和59年）広島県立安芸府中高等学校卒業。1985年（昭和60年）日本歯科大学歯学部入学。1997年（平成9年）から訪問歯科診療に取り組む。2003年（平成15年）よりラジオ番組「ドクターごとうの熱血訪問クリニック」のパーソナリティー。大学時代は財団法人和敬塾で過ごす。
日本歯科大学附属病院口腔リハビリテーション科臨床准教授、慶応義塾大学非常勤講師、日本歯科大学短期大学外部講師、帝京平成大学外部講師。
新宿食支援研究会代表、株式会社WinWin代表取締役、一般社団法人新宿食ケアステーション代表、日本地域食支援コーディネーター協会会長

## 著書

### 単著
- 『愛は自転車に乗って 歯医者とスルメと情熱と』一橋出版、2007年3月。ISBN 978-4-8348-0223-8。
- 『口腔ケア○と×』中央法規出版〈ポケット判介護の○と×シリーズ〉、2013年8月。ISBN 978-4-8058-3744-3。
- 『愛は自転車に乗って 歯医者とスルメと情熱と 新装版』大隅書店、2014年12月。ISBN 978-4-905328-08-7。
- 『訪問歯科ドクターごとう 1 歯医者が家にやって来る!?』大隅書店、2016年12月。ISBN 978-4-905328-17-9。
- 『死ぬまで嚙んで食べる 誤嚥性肺炎を防ぐ12の鉄則』光文社〈光文社新書〉、2021年2月。ISBN 978-4-334-04523-4。
- 「死ぬまで噛んで食べる 誤嚥性肺炎を防ぐ12の鉄則 」(光文社新書)

### 共著・監修
- 『食べること生きること 介護予防と口腔ケア』北隆館、2005年7月。ISBN 4-8326-0818-5。 監修。
- 『安全においしく食べるためのガイドブック 在宅・施設ですぐに実践できる 絵を見てわかるケアのコツ！』オーラルケア、2006年8月。ISBN 978-4-925102-18-6。  小山珠美との共著。

その他、「誤嚥性肺炎予防のための口腔ケアと腸管免疫の重要性」（オーラルケア）、「在宅医療・介護基本手技マニュアル｣（永井書店)（分担執筆）、「誤嚥を防ぐケアとリハビリテーション」(日本看護協会出版会)（分担執筆）、「がんの在宅医療」（中外医学社）（分担執筆）、「はじめよう在宅医療21」（医学書院）（分担執筆）、「生と死の意味を求めて」（一橋出版）（分担執筆）、「高齢者の疾病と栄養改善へのストラテジー」（第一出版）（分担執筆）などがある。